# Bhim Bahadur Thapa
Bhim Bahadur Thapa (ur. w 1944) – nepalski bokser, uczestnik Letnich Igrzysk Olimpijskich 1964.
Na igrzyskach w Tokio startował w wadze piórkowej. W 1/16 finału przegrał wyraźnie na punkty z Niemcem Heinzem Schulzem, późniejszym brązowym medalistą.